# Anna Harrison
Anna Tuthill Symmes Harrison (ur. 25 lipca 1775 koło Morristown, zm. 25 lutego 1864 w North Bend) – pierwsza dama Stanów Zjednoczonych od marca do kwietnia 1841.

## Życiorys
Anna Tuthill Symmes urodziła się 25 lipca 1775 nieopodal Morristown, jako córka żołnierza i farmera Johna Clevesa Symmesa i jego żony Anny Tuthill. Ponieważ jej ojciec służył w Armii Kontynentalnej USA, Anna została w dzieciństwie odesłana do dziadków w Southold. Początkowo to tam pobierała naukę, a następnie przeniosła się z ojcem do Nowego Jorku, gdzie chodziła do szkoły. Po trzecim ożenku, pułkownik Symmes z córką zamieszkali w Ohio. Swojego przyszłego męża, Williama Henry’ego Harrisona poznała w Lexington. Wkrótce potem zaczęli się spotykać i podjęli decyzję o ślubie. Ojciec Anny stanowczo sprzeciwiał się małżeństwu z ówczesnym porucznikiem Harrisonem, gdyż uważał go za nieodpowiedniego kandydata na zięcia. Harrison i Anna Symmes pobrali się jednak wbrew woli jej ojca 25 listopada 1795 roku.
Po ślubie, przeprowadzili się do Fort Washington. Ponieważ jej mąż, jako zawodowy żołnierz, często stacjonował w różnych miejscach, Harrisonowie często się przeprowadzali. Początkowo Anna starała się zawsze towarzyszyć mężowi w podróżach, lecz wkrótce potem zaniechała tego, ze względu na brak sił. Jej głównym miejscem zamieszkania był North Bend w Ohio. Kiedy William Henry Harrison zwyciężył Indian w bitwie pod Tippecanoe, zaczął myśleć o karierze politycznej. Pełnił kilka politycznych funkcji, a w 1836 roku został kandydatem na prezydenta z ramienia Partii Wigów. Przegrał wówczas z Martinem Van Burenem, lecz cztery lata później ponownie ubiegał się o prezydenturę. Po zwycięstwie udał się do Waszyngtonu na zaprzysiężenie, jednak jego żona, z powodu choroby, mu nie towarzyszyła. Miesiąc po zaprzysiężeniu prezydent Harrison zmarł. Anna nigdy nie pojechała do stolicy i większość życia spędziła w North Bend.
Po śmierci męża otrzymała jednorazową zapomogę finansową od Kongresu. Zintensyfikowała także życie religijne, aktywnie uczestnicząc w nabożeństwach. Gdy w 1858 spłonął jej dom, przeprowadziła się do Longview. Zmarła 25 lutego 1864 i została pochowana w North Bend.

## Życie prywatne
Anna Symmes poślubiła Williama Harrisona 25 listopada 1795 w North Bend. Mieli razem sześciu synów i cztery córki.